# الحب O2O (مسلسل)
الحب O2O هو مسلسل صيني مبني على رواية تحمل نفس الاسم، المسلسل من بطولة شينغ شوانغ، يانغ يانغ وماو شاتونغ.عرض المسلسل في الفترة من 22 أغسطس حتى 6 سبتمبر 2016.

## روابط خارجية
الحب O2O (مسلسل) على موقع IMDb (الإنجليزية)
- الحب O2O (مسلسل) على موقع نتفليكس (الإنجليزية)
- الحب O2O (مسلسل) على موقع كينوبويسك (الروسية)
- الحب O2O (مسلسل) على موقع قاعدة بيانات الفيلم (الإنجليزية)